# Tinea rufescentella
Tinea rufescentella is een nomen dubium, in 1898 gepubliceerd door Pierre Chrétien voor een onbekende vlinder die door hem in het geslacht Tinea werd geplaatst. De twee type-exemplaren zijn sindsdien zoek, en op basis van de beschrijving is volgens Günther Petersen niets zinvols te zeggen over de systematische positie van de soort.